# Игра-ТВ
ООО «Телекомпания „Игра-ТВ“» — одна из первых частных российских телекомпаний, производитель различных телепрограмм, в частности, телеигр.

## О компании
В 1990 году Владимир Ворошилов и Наталия Стеценко основали телекомпанию, занимающуюся производством игровых и развлекательных программ для различных каналов российского телевидения и интернета. 
В разное время сотрудничала с Первым каналом, холдингом ВГТРК, телеканалами «ТВ Центр», НТВ, СТС, «Домашний» и другими, а также ведёт каналы на YouTube. За свои работы телекомпания неоднократно становилась лауреатом премии «ТЭФИ». 
В 1991 году телекомпания приобрела лицензию на производство телеигры «Любовь с первого взгляда» у британской компании Action Time. Эта программа стала первым лицензионным проектом на Советском телевидении.
По лицензии телекомпании «Игра-ТВ» в разных странах мира производились и производятся оригинальные телевизионные форматы «Что? Где? Когда?» и «Брэйн ринг».

## Программы и фильмы производства телекомпании «Игра-ТВ»
| Название программы                                                                                               | Дата производства | Телеканал(ы) | Ведущий(е)                                                                                  | Жанр                                                             |
| --- | --- | --- | ------------------------------------------------------------------------------------------- | ---------------------------------------------------------------- |
| «Брэйн ринг» | 18 мая 1990—28 апреля 2019                                                                                           | Первая программа ЦТ (1990—1991), 1-й канал Останкино (1992—1995), ОРТ (1995—1996), ТВ Центр/ТВЦ (1997—2000), СТС (2010), Звезда (2013), НТВ (2018—2019) | Владимир Ворошилов (1990), Андрей Козлов (1991—2019)                                        | Интеллектуально-спортивная телеигра                              |
| «Что? Где? Когда?»                                                                                               | 8 декабря 1990 (4 сентября 1975—29 декабря 1990: совместно с Молодёжной редакцией Гостелерадио СССР)—настоящее время | Первая программа ЦТ (1975—1991), 1-й канал Останкино (1992—1994), ОРТ/Первый канал (1995—1998, с 2000), НТВ (1999—2000)                                 | Владимир Ворошилов (1977—2000), Борис Крюк (с 2001), Михаил Крюк (12.12.2021)               | Интеллектуальная телеигра                                        |
| «Любовь с первого взгляда»                                                                                       | 12 января 1991—31 августа 1999                                                                                       | Первая программа ЦТ (1991), 1-й канал Останкино (1992—1995), ОРТ (1995—1996), РТР (1997—1999)                                                           | Борис Крюк, Алла Волкова                                                                    | Психологическая телеигра                                         |
| «Игрушки» | 8 февраля 1997—5 декабря 1999                                                                                        | 31 канал | Борис Невзоров, Татьяна Судец, Игорь Кондратюк                                              | Утренний телеканал                                               |
| «Суд идёт» | 1 ноября 1997 (первый выпуск)                                                                                        | НТВ | Владимир Ворошилов                                                                          | Судебное ток-шоу                                                 |
| «Программа передач»                                                                                              | 10 ноября 1998—3 сентября 1999                                                                                       | РТР | Андрей Козлов                                                                               | Телеигра                                                         |
| «Граф Нулин» | 5 июня 1999 | ТВ Центр | режиссёр: Кама Гинкас, в главной роли: Марина Неёлова                                       | Телефильм-моноспектакль по поэме А. С. Пушкина                   |
| «Исполнение желаний, или Как потратить миллион?»                                                                 | 24—27 июля 2000 | РТР | Андрей Козлов                                                                               | Телеигра                                                         |
| «Мир в тарелке»                                                                                                  | 28 августа—1 сентября, 31 декабря 2000                                                                               | ТВ Центр | Борис Бурда                                                                                 | Кулинарная программа                                             |
| «Простые вещи»                                                                                                   | 8 ноября 2000—2002                                                                                                   | Культура |                                                                                             | Цикл короткометражных документальных фильмов — исторических эссе |
| «Раз, два, три»                                                                                                  | 10 апреля 2001—2 августа 2002                                                                                        | Муз-ТВ |                                                                                             | Интерактивная телеигра                                           |
| «Культурная революция»                                                                                           | 29 ноября 2001—5 июля 2017                                                                                           | Россия-Культура | Михаил Швыдкой                                                                              | Ток-шоу                                                          |
| «Владимир Ворошилов: „Игра — это репетиция жизни“»                                                               | 15 марта 2002 | ОРТ | режиссёр: Екатерина Калинина                                                                | Документальный телефильм                                         |
| «Мой дом, мой город, моя страна»                                                                                 | 16—20 июня 2003 | Россия | Андрей Козлов                                                                               | Всероссийский конкурс сочинений                                  |
| «Песни XX века»                                                                                                  | 15 февраля—23 мая 2004                                                                                               | Россия | Михаил Швыдкой, Светлана Антонова, Тутта Ларсен (вместо Светланы Антоновой), Левон Оганезов | Музыкальное ток-шоу                                              |
| «Жизнь прекрасна»                                                                                                | 7 ноября 2004—15 мая 2010                                                                                            | СТС (2004—2008), Домашний (2008—2010) | Михаил Швыдкой, Елена Перова, Левон Оганезов                                                | Музыкальное ток-шоу                                              |
| «Караоке на Арбате»                                                                                              | 20 августа—6 ноября 2006                                                                                             | ТВ Центр | Игорь Кондратюк                                                                             | Музыкальная телеигра                                             |
| «„Что? Где? Когда?“: за кадром» — интернет-трансляция из Нескучного сада: до и после телеигры «Что? Где? Когда?» | 25 декабря 2010—настоящее время                                                                                      | Официальный профиль «Что? Где? Когда?» в VK, Rutube-канал «Что? Где? Когда?», YouTube-канал «Что? Где? Когда?»                                          | Евгений Галкин                                                                              | Репортаж                                                         |
| «Человек в большом городе»                                                                                       | 31 августа—14 декабря 2011                                                                                           | ТВ Центр | Михаил Швыдкой                                                                              | Ток-шоу                                                          |
| «Мы и наука. Наука и мы»                                                                                         | 14 октября 2016—настоящее время                                                                                      | НТВ, YouTube-канал «Мы и наука. Наука и мы» | Владимир Антохин, Екатерина Шугаева                                                         | Ток-шоу об инновациях                                            |
| «„Брэйн ринг“: за кадром»                                                                                        | 3 марта 2018—29 апреля 2019                                                                                          | YouTube-канал брэйнринг.рф | Евгений Галкин, Анна Сармина                                                                | Репортаж                                                         |
| «Мы и наука. Наука и мы. Постскриптум»                                                                           | 14 апреля 2020—29 июня 2021                                                                                          | YouTube-канал «Мы и наука. Наука и мы» | Андрей Козлов, Екатерина Шугаева, Владимир Антохин, Алексей Капустин                        | Ток-шоу                                                          |
| «Внимание, вопрос!»                                                                                              | 14 марта—26 августа 2021                                                                                             | YouTube-канал «Что? Где? Когда?», Яндекс Музыка, Apple Podcasts                                                                                         | Михаил Крюк                                                                                 | Подкаст                                                          |

## Награды
- 1996 год: Владимир Ворошилов — финалист конкурса «ТЭФИ-1996» в номинации «За личный вклад в развитие российского телевидения»;
- 1997 год: телеигра «Что? Где? Когда?» — победитель конкурса «ТЭФИ-1997» в номинации «Развлекательная программа»;
- 2000 год: телефильм «Граф Нулин» — финалист конкурса «ТЭФИ-2000»;
- 2001 год: телеигра «Что? Где? Когда?» — победитель конкурса «ТЭФИ-2001» в номинации «Телевизионная игра», Александр Фукс — победитель конкурса «ТЭФИ-2001» в номинации «Оператор» (посмертно), Владимир Ворошилов — победитель конкурса «ТЭФИ-2001» в номинации «За личный вклад в развитие российского телевидения» (посмертно);
- 2002 год: ток-шоу «Культурная революция» — победитель конкурса «ТЭФИ-2002» в номинации «Ток-шоу», телеигра «Что? Где? Когда?» — финалист конкурса «ТЭФИ-2002» в номинации «Телевизионная игра»;
- 2003 год: Наталия Плуталова — первый в истории победитель конкурса «ТЭФИ» в номинации «Звукорежиссёр» (за телеигру «Что? Где? Когда?»);
- 2004 год: телеигра «Что? Где? Когда?» — финалист конкурса «ТЭФИ-2004» в номинации «Телевизионная игра»;
- 2005 год: Наталия Плуталова и Георгий Лазарев — победители конкурса «ТЭФИ-2005» в номинации «Звукорежиссёр» (за ток-шоу «Жизнь прекрасна»), ток-шоу «Жизнь прекрасна» — финалист конкурса «ТЭФИ-2005» в номинации «Музыкальная программа»;
- 2006 год: ток-шоу «Культурная революция» — победитель конкурса «ТЭФИ-2006» в номинации «Ток-шоу»;
- 2007 год: ток-шоу «Жизнь прекрасна» — финалист конкурса «ТЭФИ-2007» в номинации «Музыкальная программа»;
- 2008 год: Михаил Швыдкой и Елена Перова — победители конкурса «ТЭФИ-2008» в номинации «Ведущий ток-шоу» (ток-шоу «Жизнь прекрасна»), ток-шоу «Жизнь прекрасна» — финалист конкурса «ТЭФИ-2008» в номинации «Музыкальная программа»;
- 2010 год: телеигра «Брэйн ринг» — победитель конкурса «ТЭФИ-2010» в номинации «Телевизионная игра»;
- 2011 год: телеигра «Что? Где? Когда?» — победитель конкурса «ТЭФИ-2011» в номинации «Телевизионная игра. Интеллектуальное состязание»;
- 2013 год: Наталия Стеценко — лауреат национальной телевизионной премии «Телегранд»;
- 2014 год: телеигра «Что? Где? Когда?» — победитель конкурса «ТЭФИ-2014» в номинации «Телеигра»;
- 2015 год: Наталия Стеценко — победитель конкурса «ТЭФИ-2015» в номинации «За личный вклад в развитие российского телевидения»;
- 2016 год: телеигра «Что? Где? Когда?» — победитель конкурса «ТЭФИ-2016» в номинации «Телеигра»;
- 2017 год: телеигра «Что? Где? Когда?» — финалист конкурса «ТЭФИ-2017» в номинации «Телеигра»;
- 2018 год: телеигра «Что? Где? Когда?» — победитель конкурса «ТЭФИ-2018» в номинации «Телеигра»;
- 2019 год: телеигра «Что? Где? Когда?» — победитель конкурса «ТЭФИ-2019» в номинации «Телеигра»;
- 2023 год: телеигра «Что? Где? Когда?» — победитель конкурса «ТЭФИ-2023» в номинации «Легендарные телевизионные программы»;
- 2025 год: Благодарность Президента Российской Федерации (5 января 2025 года) — за  вклад в создание актуальных телевизионных проектов[10];
- 2025 год: Борис Крюк — финалист конкурса «ТЭФИ-2025» в номинации «Ведущий развлекательного шоу прайм-тайма»;
- 2025 год: телеигра «Что? Где? Когда?» — победитель конкурса «ТЭФИ-2025» в номинации «Телеигра/телевикторина».